# Vanløse
Vanløse ist ein Stadtteil im Westen der dänischen Hauptstadt Kopenhagen. Vanløse hat eine Einwohnerzahl von 37.115 und ist damit der bevölkerungsmäßig kleinste Stadtteil Kopenhagens.
Koordinaten: 55° 41′ 15″ N, 12° 28′ 48″ O

Stadtteile der Kommune Kopenhagen (seit 2007): F = Vanløse.

Laut dem Statistikamt der Kommune Kopenhagen liegt der Anteil ausländischer Einwohner in Vanløse bei 10,5 %. Das ist der niedrigste Wert aller zehn erfassten Stadtteile Kopenhagens. Der Wert liegt 6,2 % unter der für ganz Kopenhagen erfassten Zahl.

## Geografie

### Nachbargemeinden
Vanløse grenzt im Norden an den Stadtteil Brønshøj-Husum, im Osten schließt sich die Kommune Frederiksberg an. Im Nord-Osten befindet sich die Grenze zum Stadtteil Bispebjerg. Im Süden grenzt Vanløse an den Stadtteil Valby. Westlich des Stadtteils Vanløse erstreckt sich die Kommune Rødovre.

## Geschichte
Die früheste Erwähnung des Ortes ist aus dem Jahr 1186 bekannt. Der Name Huanlose, aus dem später der Name Vanløse wird, ist in einem Brief des Papstes Urban III. an den Erzbischof Absalon genannt.
Zur Wasserversorgung der Hauptstadt übernahm die Stadt Kopenhagen 1810 den Damhus See. Er wurde bis 1893 zur Trinkwasserversorgung genutzt.
Am 13. November 1876 beschloss das Parlament die Einrichtung einer Eisenbahnlinie von Kopenhagen nach Frederikssund über Frederiksberg und Vanløse. 1879 wurde die Eisenbahnlinie eingeweiht, eine Haltestelle bekam Vanløse jedoch erst 1898.
Rockmusiker Van Morrison lebte von 1980 bis 1983 mit seiner dänischen Lebensgefährtin in Vanløse. Sein 1982 erschienenes Album Beautiful Vision enthält ein Lied namens Vanlose Stairway (dt. „Vanløse-Treppenhaus“).

### Eingemeindungen
Am 1. Januar 1901 wurde Vanløse in die Kommune Kopenhagen eingemeindet.

## Politik

### Wappen
1974 bekam Vanløse ein eigenes Stadtwappen.

## Kultur und Sehenswürdigkeiten

### Naturdenkmäler
Der Damhus Sø (Damhus See) entstand durch die Aufstauung der Bäche Harrestrup Å und Grøndalså. Der See wurde damals als Wasserreservoir für Kopenhagen erstellt. Der See hat eine Fläche von 46 Hektar. Angrenzend befindet sich die Damhus Wiese.

### Regelmäßige Veranstaltungen
Jeden Samstag von April bis Oktober findet von 9.00 Uhr bis 16.00 Uhr auf dem Vanløse torv (einem Marktplatz in der Jernbane Allé) ein Flohmarkt mit hauptsächlich Retroartikeln statt.

## Wirtschaft und Infrastruktur

### Verkehr
Der Bahnhof Vanløse ist Ausgangspunkt für die Linien M1 und M2 der Metro. Des Weiteren halten hier auch S-Bahnen und Busse.

### Medien
Seit 1915 erscheint die Vanløse Avis.

### Öffentliche Einrichtungen
Am Frode Jakobsens Plads 4 befindet sich das Kulturzentrum Kulturstationen Vanløse. Darin befinden sich unter anderem auch die öffentliche Bibliothek und ein Café.